# Hugh Huxley
Hugh Esmor Huxley MBE FRS  (25. februar 1924 – 25. juli 2013) var en britisk molekylærbiologi, der gjorde vigtige opdagelser inden for musklers fysiologi. Han læste fysik på Christ's College, Cambridge. Hans uddannelse blev dog afbrudt i 5 år af anden verdenskrig, hvor han tjente i Royal Air Force. Hans bidrag til udviklingen af radar gjorde ham til MBE
Huxley var den første ph.d.-student fra Laboratory of Molecular Biology på Medical Research Council på Cambridge, hvor han arbejdede med røntgendiffraktion på muskelfibre. I 1950'erne var han en af de føørste der brugte et elektronmikroskop til at studere biologiske arter. Under hans postdoc på Massachusetts Institute of Technology, opdagede han, sammen med Jean Hanson, de underliggende principper i muskelbevægelse, der blev populariseret som glidende filamentteori i 1954. Efter 15 års forskning foreslog han "svingende krydsbro-hypotesen" i 1969, der blev den moderne forståelse af muskelsammentræninger, og meget andet cellebevægelighed.
Huxley arbejdede på University College London i 7 år og på Laboratory of Molecular Biology i 15 år, hvor han blev vicedirektør fra 1979. Mellem 1987 og 1997 var han professor på Brandeis University i Massachusetts, hvor han var professor emeritus resten af sit liv.